# Cristian Cassiani
Cristian Cassiani (Medellín, Antioquia, Colombia; 18 de septiembre de 1994) es un futbolista Colombiano. Juega de Defensa.

## Clubes
| Club              | País     | Año         |
| ----------------- | -------- | ----------- |
| Atlético Nacional | Colombia | 2013 - 2014 |
| Leones            | Colombia | 2014 - 2017 |

## Palmarés

### Torneos nacionales
| Título              | Club              | País     | Año  |
| ------------------- | ----------------- | -------- | ---- |
| Torneo Apertura     | Atlético Nacional | Colombia | 2013 |
| Torneo Finalización | Atlético Nacional | Colombia | 2013 |
| Copa Colombia       | Atlético Nacional | Colombia | 2013 |